# Фомин, Владимир Кузьмич
Влади́мир Кузьми́ч Фоми́н (3 июня 1938, село Куликовка, Воронежская область — 29 января 2014, Москва) — российский журналист, генеральный директор объединённой редакции издательского дома «Крестьянин».

## Биография

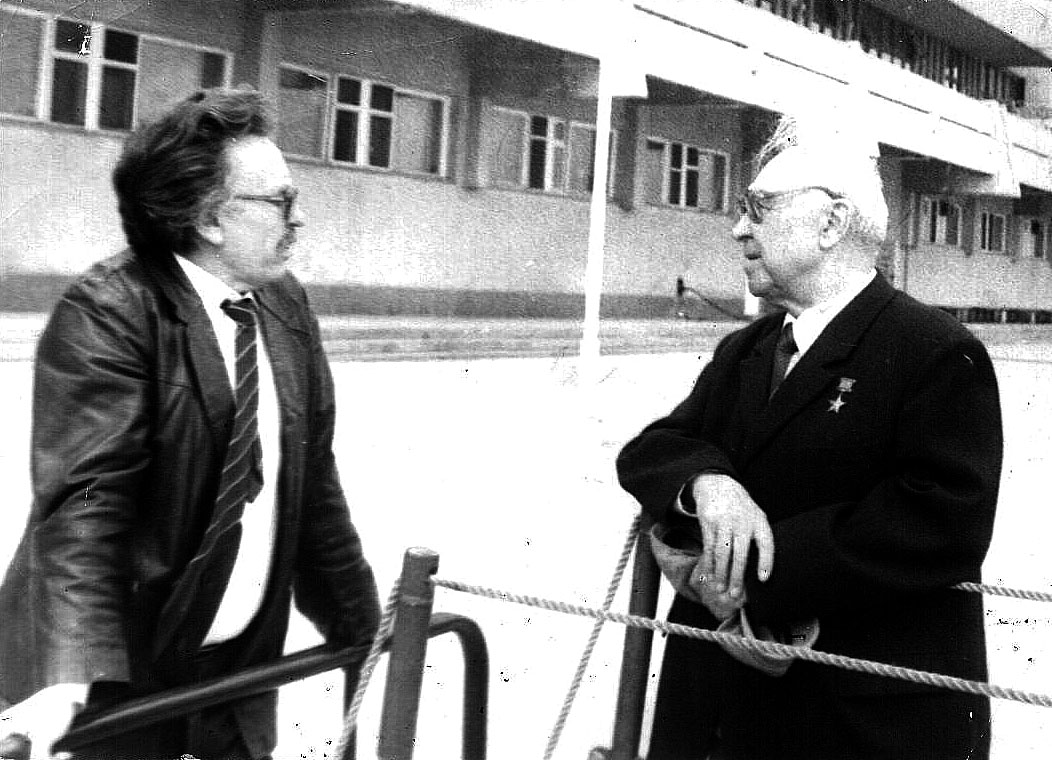
Владимир Кузьмич Фомин (слева) и генерал Матвей Кузьмич Шапошников

Окончил факультет журналистики Киевского государственного университета имени Т. Г. Шевченко (1960).
Работал собственным корреспондентом газет: «Алтайская правда», «Радянська Украина», «Правда» (на Украине, в Курской, Ростовской областях, в Польше), «Социалистическая индустрия» (Ростовская область), «Литературная газета» (по Северному Кавказу).
7 января 1987 года в «Литературной газете» вышла его статья под названием «Как они хоронили нас». Статья рассказывала о коррупции в торговых сетях. Это была одна из первых статей в «перестроечном» СССР, которая честно называла имена высокопоставленных участников. Статья имела широкий резонанс, после неё на первом канале был снят фильм на ту же тему.
В июне 1989 года вместе с Юрием Щекочихиным он подготовил публикацию о событиях 1962 года в Новочеркасске, о Шапошникове Матвее Кузьмиче, «человеке, который не стрелял».
В 1990 году был избран народным депутатом РСФСР по Неклиновскому избирательному округу Ростовской области, принимал активное участие в разработке, принятии и реализации законов о социальном развитии села, становлении новых форм управления сельскохозяйственным производством.
В 1991 году организовал газету «Крестьянин», стал её главным редактором. На базе этого еженедельника впоследствии сформировался Издательский дом «Крестьянин». Выпуская пять газет общим тиражом 340 тысяч экземпляров, ИД «Крестьянин» занимает одно из ведущих мест среди печатных медиапредприятий Юга России. Являлся генеральным директором его объединённой редакции.
Умер 29 января 2014 года.

## Награды
- Владимир Фомин — лауреат премии Союза журналистов России «Золотое перо России» 2001 года в номинации «за создание и руководство газетой нового типа»[7].
- В 2007 году вместе с журналистами издательского дома Александром Обертынским и Виктором Шостко удостоен премии Правительства России в области печатных средств массовой информации.